# NGC 1251
NGC 1251 ist ein Doppelstern im Sternbild Cetus. Das Objekt wurde am 25. Januar 1860 von Phillip Sidney Coolidge entdeckt.